# Aruba Basketball Bond
Der  Arubaische Basketballverband ist der offizielle Basketballverband in Aruba. Er hat seinen Sitz in Oranjestad.

## Geschichte und Aufgaben
Der Verband ist seit 1986 Mitglied der Fédération Internationale de Basketball (FIBA) und damit auch Mitglied der FIBA Amerika.
Präsident des Verbandes ist zur Zeit Luis Tromp. Sein Generalsekretär ist Rudy Croes.
Der Verband ist für die Organisation, Leitung und Entwicklung des Basketballsports auf Aruba verantwortlich. Der Verband vertritt den Basketballsport gegenüber Behörden sowie nationalen und internationalen Sportorganisationen.
Zusätzlich verteidigt der Verband auch die moralischen und materiellen Interessen des Arubaischen Basketballs. Der Verband organisiert die Nationale Meisterschaft und ist für die Arubaische Basketballnationalmannschaft und die Arubaische Basketballnationalmannschaft der Damen.

## Fakten zum Verband
| Kriterium               | Fakten       |
| ----------------------- | ------------ |
| Gründungsjahr           |              |
| Jahr des FIBA-Beitritts | 1986         |
| Kontinental Verband     | FIBA-Amerika |
| Sitz des Verbandes      | Oranjestad   |
| Präsident               | Luis Tromp   |
| Generalsekretär         | Rudy Croes   |
| Höchste Liga            |              |
| Sonstiges               |              |